# 1984 no Brasil
Esta é uma cronologia dos fatos acontecimentos de ano 1984 no Brasil.

## Incumbentes
- Presidente do Brasil - João Figueiredo (15 de março de 1979 - 15 de março de 1985)
- Vice-presidente do Brasil - Aureliano Chaves (15 de março de 1979 - 15 de março de 1985)

## Eventos
- 24 de fevereiro: A explosão de um duto da Petrobras mata 508 pessoas na favela Vila Socó, em Cubatão, São Paulo.[1][2]
- 2 de março: O Sambódromo é inaugurado na cidade do Rio de Janeiro com o desfile do Grupo 3 das escolas de samba.[3]
- 25 de abril: A Emenda Dante de Oliveira, que previa as eleições diretas para presidente da República, é rejeitada pela Câmara dos Deputados do Brasil após receber 298 votos a favor e 65 contra.[4]
- 5 de maio: A primeira máquina da usina hidrelétrica de Itaipu, a Unidade 01, é acionada.[5]
- 14 de maio: Tem início a greve dos boias-frias em Guariba.
- 6 de agosto: Joaquim Cruz ganha a medalha de ouro nos 800m nos Jogos Olímpicos de Verão, em Los Angeles.[6]
- 12 de agosto: A Convenção Nacional do PMDB escolhe o governador Tancredo Neves e o senador José Sarney como seus candidatos a presidente e vice-presidente da República.[7]

## Nascimentos
- 8 de janeiro: Leandro Bonfim, futebolista.
- 11 de janeiro:
  - Milena Toscano, atriz.
  - Paulo Nigro, ator.
- 17 de janeiro: Rovérsio, futebolista.
- 18 de janeiro: Flávia Viana, atriz e apresentadora.
- 6 de março: Viviane Batidão, cantora, compositora e dançarina.

## Mortes
- 3 de janeiro: Ivete Vargas, política (n. 1927).